# Oulema erichsonii
Oulema erichsonii är en skalbaggsart som först beskrevs av Christian Wilhelm Ludwig Eduard Suffrian 1841.  Oulema erichsonii ingår i släktet Oulema, och familjen bladbaggar. Arten har ej påträffats i Sverige.